# Chequers

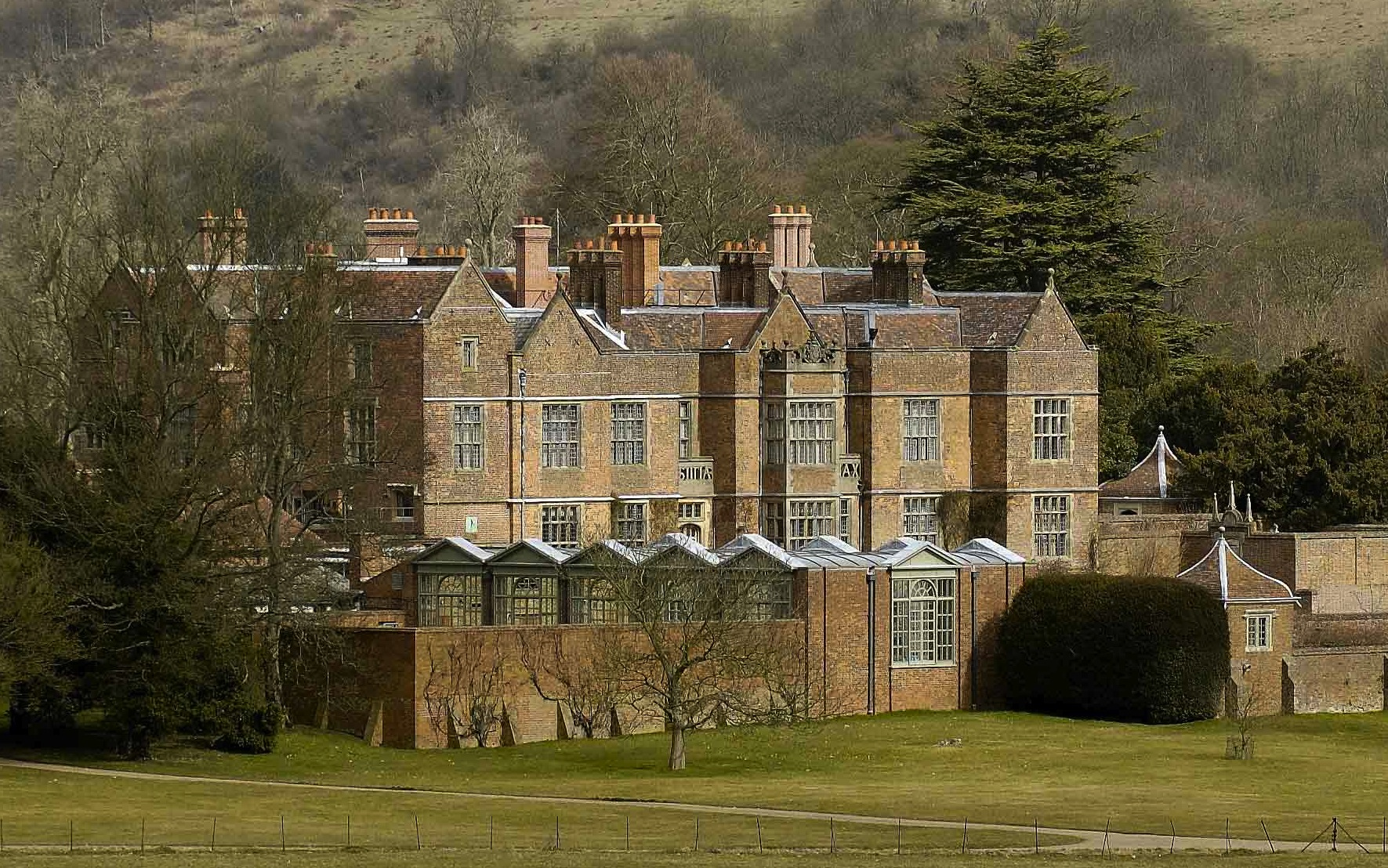
Chequers

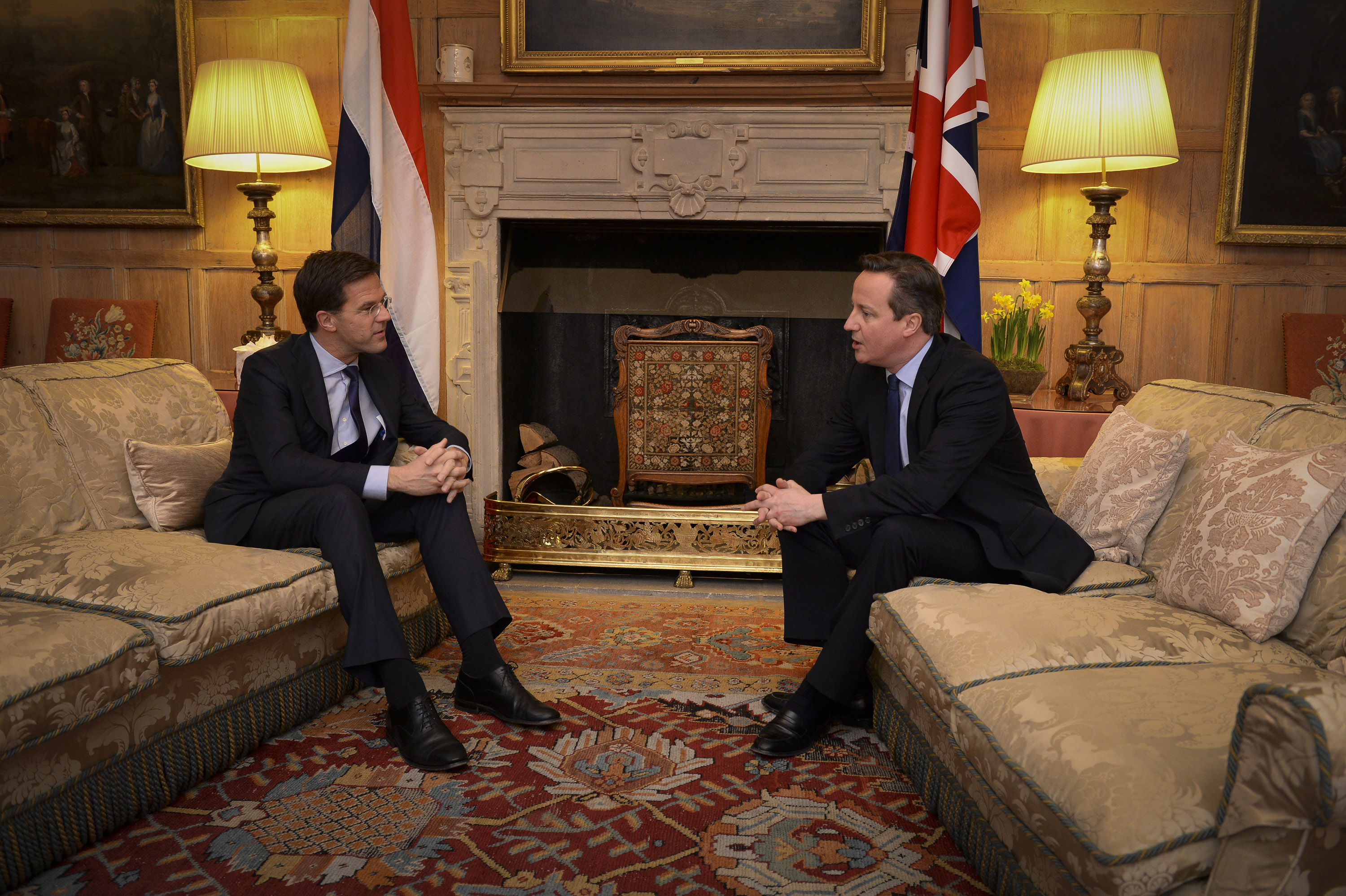
Voormalig premier David Cameron in gesprek met zijn Nederlandse collega Mark Rutte tijdens een bezoek aan Chequers in 2014

Chequers, ook Chequers Court genoemd, is een landgoed nabij Ellesborough in het Engelse graafschap Buckinghamshire. Het is sinds 1921 het officiële buitenverblijf van de Britse eerste ministers. Het is niet open voor het publiek. Chequers wordt onder meer gebruikt voor uitgebreide bijeenkomsten van het Britse kabinet en het ontvangst van buitenlandse ministers en staatshoofden. Traditiegetrouw wonen de Britse Prime Ministers in 10 Downing Street, Londen. Chequers wordt doorgaans gebruikt als het "weekend-huis" en kunnen daar ook privé-gasten ontvangen.    

## Geschiedenis
Het herenhuis, dat uit de 16e eeuw dateert, was vele eeuwen in het bezit van verschillende adellijke Engelse families. In 1912 kwam het in handen van het echtpaar Arthur en Ruth Lee. Tijdens de Eerste Wereldoorlog diende het als lazaret. Het kinderloze echtpaar besloot het huis aan de natie te schenken als landgoed voor gebruik van de Prime Minister, de eerste minister. Het Lagerhuis aanvaardde in 1917 de schenking met de Chequers Estate Act.
Arthur Lee, Lord Lee of Fareham diende zelf tussen 1903 en 1922 in politieke functies. Zijn bedoeling was dat Chequers een vredige en besloten omgeving zou bieden aan Prime Ministers waar zij tot rust zouden komen. Verfrist konden zij dan weer naar hun werk in Downing Street terugkeren. De bedoeling was dat zij Chequers niet zozeer als een officiële residentie zou ervaren, maar als een thuis. Voor veel Prime Ministers is dit inderdaad realiteit geworden.
In 1917 was de bedoeling van de toenmalige Sir Arthur Lee dat het huis en landgoed Chequers in Buckinghamshire pas na de dood van hemzelf en zijn echtgenote in gebruik zou worden genomen als het officiële buitenverblijf van de Prime Minister. Drie jaar later werd de datum vervroegd en verhuisden de Lee's per omgaande naar elders opdat David Lloyd George er direct gebruik van kon gaan maken. Arthur Lee overleed pas in 1947. Arthur Lee schreef zelf een voorwoord bij de overdrachtsakte. Zijn bedoeling was toekomstige Prime Ministers, met name stedelijke personen, periodiek in aanraking zou komen met het plattelandsleven. Een verblijf zou hun gezondheid ten goede komen als gevolg de pure lucht in de heuvels en bossen van het landgoed. De hoofdbedoeling was Lee was daarom niet alleen om Chequers beschikbaar te maken als het officiële buitenverblijf van de Prime Minister van de dag, maar ook om hem mogelijk te maken om op een landgoed te leven, ook als zijn inkomen beperkt was tot een salaris van Prime Minister. Om er zeker van te zijn dat Chequers geen museum zou worden, zorgde Lee zelf voor passende meubels. Sinds 8 januari 1921 ging Lloyd George, eerst formeel als huurder, gebruik maken van Chequers. Sindsdien is het huis regelmatig gebruikt, behalve door Andrew Bonar Law (1922-1923) door opeenvolgende Prime Ministers.
De tactische bewoordingen van Arthur Lee hadden niet alleen betrekking op toekomstige Prime Ministers aan het begin van een eeuw waarin het niet meer vanzelfsprekend was dat politici van gegoede huize waren of reeds (familie)vermogen hadden vergaard, maar ook op de eerste functionaris die gebruik ging maken van Chequers als officieel buitenverblijf. David Lloyd George, zoon van een schoolmeester en opgegroeid binnen zijn moeders familie van schoenmakers in Wales, bezat zelf geen buitenverblijf. Met name tijdens de onderhandelingen rond de Vrede van Versailles maakte de radicaal liberale politicus daarom dankbaar gebruik van het aanbod van Philip Sassoon, zijn parlementaire persoonlijk secretaris, om diens buitenverblijf Port Lympne in de nabijheid van Dover te gebruiken - als locatie om buitenlandse gasten te ontvangen. Met name de gesprekken tussen de Britten en Fransen verliepen vaak moeizaam over de vraag hoe zwaar Duitsland gestraft moest worden over aan het aanrichten van oorlogsverwoestingen. In Port Lympne vonden zowel informele als formele gesprekken plaats. Ook latere internationale bilaterale gesprekken vonden vaak plaats in een van de drie huizen van Philip Sassoon. In alle drie de huizen van Sassoon kon Lloyd George zich laten vergezellen door zijn maîtresse en zich ontspannen via door Sassoon aangeboden luxueus vermaak. Lloyd George maakte in 1922 van Sassoons huis aan het Londense Park Lane zijn hoofdkwartier om parlementsverkiezingen voor te bereiden en de resultaten af te wachten. De puissant rijke Philip Sassoon, telg uit een bankiersgeslacht met wortels in Babylon (tegenwoordig Irak) en een moeder uit het bankiersgeslacht Rothschild, kon als gevolg van zijn diensten aan David Lloyd George vervolgens zelf politiek carrière maken. Zijn ambitie daarvoor maakt hij schriftelijk in 1921 kenbaar aan Lloyd George.
Chequers is niet buitengewoon wat betreft architectuur. Het huidige pand is een Tudor-landhuis van gemiddelde grootte dat vooral bedoeld is om te ontspannen, niet om te imponeren. De geschiedenis van het landgoed gaat ten minste terug tot 1086. Het heeft een vermelding in het befaamde Domesday Book: een overzicht van Britse landgoederen waarin zelfs varkens en koeien werden geregistreerd. In de loop van de geschiedenis is met name aan het interieur van het landhuis veel veranderd. Arthur Lee schonk Chequers compleet met een kostbare inventaris aan verzamelde objecten aan de Britse natie. In zijn inleiding bij de officiële catalogus van de Chequers-kunstverzameling benadrukte Lee dat Chequers geen museum was. De meubels en decoratieve objecten waren door hem en zijn echtgenote uitgekozen om te bewijzen dat kunst kon samengaan met huiselijk comfort. Lee stond op dat moment bekend als een kunst-expert. De verzameling bestond uit schilderijen, meubels, klokken, keramiek, autografische manuscripten,  relieken en boeken.
Alle Prime Ministers na 1923 hebben veel gebruik gemaakt van Chequers. Iedere Prime Minister gebruikte en gebruikt Chequers naar eigen, individuele benodigdheden en smaak. In toenemende mate kwam Chequers in gebruik voor zakelijke ontvangsten, maar de doelstelling van Arthur Lee is intact gebleven: het bieden van een thuis voor de zittende Prime Minister zodat hij of zij tot rust kan komen.
Winston Churchill maakte Chequers tot zijn hoofdverblijf tijdens de Tweede Wereldoorlog omdat het veiliger was dan Downing Street in Londen of zijn eigen buitenhuis Chartwell in Kent. Uit veiligheidsoverwegingen verbleef Churchill ook elders, waaronder in Ditchley Park in Oxfordshire, indien er sprake van volle maan omdat Chequers dan een gemakkelijk doelwit kon vormen een Duitse nachtelijk bombardement. Vele belangrijke oorlogsredes werden door Churchill geschreven in Chequers. Na de oorlog bracht Churchill meer weekenden door in Chartwell, maar bleef Chequers gebruiken voor ontvangsten. Onder meer veldmaarschalk Montgomery werd getrakteerd met een diner gevolgd door een film in de tijdens oorlog tot bioscoop getransformeerde Long Gallery.
Harold Macmillan maakte minder gebruik van Chequers omdat hij zelf een buitenhuis bezat in de nabijheid van Londen waar hij zich thuis voelde en reeds een vertrouwde werkplek bezat. Hij maakte wel van Chequers gebruik om gasten te ontvangen, zowel privé als zakelijk. President Eisenhower van de Verenigde Staten en Konrad Adenauer, de West-Duitse bondskanslier, waren in 1959 de twee opmerkelijkste gasten.
Met de komst van Harold Wilson werd Chequers bijna net zo belangrijk als Downing Street in Londen. Kabinetsvergaderingen, met zowel senior als junior ministers, werden gehouden en het aantal bezoeken van buitenlandse staatshoofden nam toe. Harold Wilson, voormalig Britse Prime Minister namens Labour, heeft in een boek uitgelegd dat Downing Street 10 te klein is om het gehele kabinet te kunnen huisvesten voor een vergadering. Tijdens reguliere kabinetsvergaderingen in Downing Street zijn alleen de belangrijkste ministers aanwezig en wordt vooral gesproken over lopende politieke zaken. Chequers werd door Wilson vooral gebruik voor contemplatieve discussies, met name voor strategische lange termijn vraagstukken. Behalve voor vergaderen is er ruimte voor een lunch-buffet en een wandeling door de tuin. Belangrijke problemen kunnen in de diepte en breedte besproken worden op een wijze die onmogelijk is tijdens een kabinetsvergadering. Harold Wilson gebruikte zelf Chequers in de jaren 1960 om de eerste kabinetsdiscussies te voeren over een Brits lidmaatschap van de Europese Economische Gemeenschap (EEG). In oktober 1967 ontstond daardoor een duidelijk kabinetsstandpunt. De echte beslissing werd twee dagen later genomen in Downing Street, tijdens een kabinetsvergadering.
Wilsons kabinet was voordien diep verdeeld over de vraag of een (nieuwe) poging wenselijk was om zich aan te sluiten bij de "Gemeenschappelijke markt". Bovendien hing een waas van onwerkelijkheid boven de discussie: een eerdere aanvraag, gedaan terwijl de Conservatieve Partij aan de macht was, was afgewezen door de EEG. Wilson vroeg en kreeg op 22 oktober 1966 tijdens een bijeenkomst in Chequers mandaat van zijn ministers om een rondreis langs de zes hoofdsteden van de lidstaten te maken als verkenning. Charles de Gaulle, de Franse president die eerder zijn veto had uitgesproken over een eventueel Brits lidmaatschap, ontving Wilson met veel ceremonieel vertoon op 24 januari 1967 en toonde geen directe weerzin. Na afloop van de tour kon Wilson aan zijn kabinet rapporteren dat hij toekomst zag in een lidmaatschap, nóg voor de verkiezingen van 1970 of 1971. De ministers, tijdens een bijeenkomst gehouden in Chequers, stemden vervolgens met 13 tegen 8 vóór een bod aan de EEG zonder condities. Het was opnieuw de Franse president Charles de Gaulle die een streep door de rekening haalde. De Gaulle antwoordde op de Britse aanvraag: "nog niet" en ging voorwaarden stellen. De Britten moesten van de Franse president eerst een politieke en economische transformatie doormaken voordat zij de Zes continentale machten konden gaan versterken.
Edward Heath maakte zowel zakelijk als privé intensief gebruik van Chequers. Heath was de zoon van een timmerman en een voormalig dienstmeisje die opgroeide op de Britse subtiele grens tussen arbeidersklasse en lage middenklasse. Via opleiding en hard werken kwam hij vooruit in de wereld. Gestaag maakt Heath carrière binnen de Conservatieve partij en wist in 1965 partijleider te worden terwijl zijn partij in oppositie was. Heath werd Prime Minister in 1970. Heath kwam vervolgens vrijwel ieder weekend naar Chequers en bracht er ook de zomervakanties door. Aangezien het landhuis inmiddels verouderd was, liet Heath het renoveren met een externe geldschieter zonder dat het historische karakter werd aangetast. Vele gasten werden door hem ontvangen op Chequers, onder meer de Franse president Georges Pompidou, de Amerikaanse president Richard Nixon en de West-Duitse bondskanselier Willy Brandt. Met Sicco Mansholt, de voorzitter van de Europese Commissie, besprak Heath op Chequers de aanvraag die Harold Wilson eerder had gedaan om toegang te krijgen tot de Europese Economische Gemeenschap en wat de gevoeligheden daarbij waren aan de kant van de EEG. Edward Heath maakte bewust gebruik van Chequers voor kabinetsbijeenkomsten: besprekingen waarbij de ministers wat losser konden komen te staan van hun dagelijkse beslommeringen op hun departement.
Margaret Thatcher maakte intensief gebruik van Chequers voor zowel bijeenkomsten met partijgenoten als ontvangst van buitenlandse regeringsleiders. In 1989 gebruikte Margaret Thatcher Chequers voor een "mini-top" met Nederlandse ministers over de NAVO en monetaire zaken. Aan Britse zijde werd deelgenomen door Margaret Thatcher, Geoffrey Howe (minister van Buitenlandse Zaken) en Nigel Lawson (minister van Financiën). Lubbers liet zich vergezellen door Hans van Broek (minister van Buitenlandse Zaken) en Onno Ruding (ministers van Financiën). Normaliter werden onder Thatcher dergelijke mini-tops op Chequers alleen gehouden met de Duitsers, Fransen en Italianen. In 1990 vond op Chequers een seminar plaats over Duitsland dat behalve door kabinetsministers ook werd bijgewoond door parlementaire backbenchers (letterlijk degenen die achterin het Lagerhuis zagen omdat zij weinig tot geen contact hadden met het kabinet) en Thatcherite gezinde academici. Thatcher was op dat moment al geïsoleerd komen te staan binnen haar partij en probeerde via het seminar tevergeefs haar gelijk te halen dat de hereniging van West- en Oost-Duitsland gevaarlijk was.
Margaret Thatcher hield gepassioneerd van het huis. Zij bracht er vrijwel elke weekend door: op vrijdagavond werd zij er naartoe gereden en op zondagavond keerde zij terug naar Londen, naar Downing Street. Een privé-secretaris met weekenddienst verbleef in een cottage op het landgoed. In haar, door ghostwriters geschreven, memoires schreef Thatcher dat zij alleen schroom had om gebruik te maken van het overdekte zwembad dat een geschenk was geweest van Walter Annenberg, de Amerikaanse ambassadeur in Groot Brittannië in de periode 1969-1974. De kosten voor verwarming waren erg hoog en het zwembad werd daarom alleen in de zomermaanden gebruikt. Op deze wijze bespaarde zij geld dat zij liever stak in noodzakelijk onderhoud van Chequers. De gift van Arthur Lee om het huis aan de natie te schenken zag zij als de start van een nieuw tijdperk in het Britse politieke leven. Thatcher ontving in het weekend haar familie, maar ook leden van haar regeringsteam. Thatcher nam na haar aftreden met pijn in het hart afscheid van Chequers. Voor de laatste keer liep zij door alle vertrekken om afscheid te nemen van het huis. Margaret Thatcher en haar echtgenote Denis nodigde het complete personeel uit voor een drankje en lunch om hen te danken voor al hun vriendelijkheid in de loop der jaren dat het echtpaar gebruik had gemaakt van het huis. Chequers was zodanig een thuis voor Thatcher dat zij in 1983, na haar verkiezingsoverwinning, haar huis in Chelsea verkocht om een huis aan te kopen in Dulwich als een investering of als toevluchtsoord in geval van calamiteiten. Thatcher maakte uitgebreid gebruik van Chequers om leden van haar kabinet en andere leden van haar politieke partij, topmannen uit industrie en mediawereld, en buitenlandse regeringsleiders en staatshoofden in stijl te ontvangen en te vermaken.
Haar opvolger John Major gebruikte Chequers vooral voor zakelijke doeleinden. Hij liet zijn eigen huis in zijn kiesdistrict uitbreiden. Als toegewijd familieman voelde zich schuldig dat hij zijn kinderen al weinig zag en bovendien was hij gehecht aan zijn eigen huis en tuin. Kerst en met name nieuwjaar werden wel traditiegetrouw gevierd op Chequers. In latere jaren ging zijn echtgenote Norma onderzoek doen naar de geschiedenis van Chequers en er een boek over publiceren. John Major assisteerde haar. Tegen die tijd hadden de Majors het landgoed leren waarderen en er een affectie voor ontwikkeld. John Major gebruikte Chequers voor politieke seminars en bijeenkomsten met ministers. In meer informele sessie kon hij van gedachten wisselen over beleidszaken met teams van diverse ministeriële departementen bij de start van zijn periode als Prime Minister en later met parlementsleden van wie hij politiek-ideologisch gezien verwijderd van stond. Op Chequers ontving Major onder meer de Amerikaanse president Bill Clinton en de Russische leider Boris Jeltsin. Jeltins beveiligheidsmensen hadden bijna de deur van een naburig café ingetrapt. Zij schreeuwden: 'It's the President of Russia'. Van binnen kwam een stem  die zei: 'And I'm the Kaiser.'
De Labour Prime Minister Tony Blair maakte zowel privé als zakelijk gebruik van Chequers. Kort na zijn aantreden ontving hij Diana, Princess of Wales. Diana was inmiddels volledig gescheiden van de toenmalige kroonprins Charles en het was niet duidelijk welke rol zij publiekelijk nog kon spelen zonder publieke controverses te veroorzaken. Diana kwam samen met haar zoon William. Kinderen, politie en beveiligingsmensen kwamen samen voor een partijtje voetbal. Alleen Blair en prinses Diana speelden niet mee, maar keken toe en maakten samen een wandeling over het landgoed. Ook riep Blair kort na aantreden zijn gehele ministersploeg bijeen op Chequers om het komende partijcongres voor te bereiden. Voor Tony Blair was Chequers met zijn historische objecten en boekencollectie een grote bron van inspiratie. Hij vroeg zich af hoe zijn voorgangers gedacht en gehandeld zouden hebben in situaties waar hij mee te maken kreeg. Al rondkijkend in de boekenkasten kwam hij onder meer de dagboeken tegen die Neville Chamberlain had bijgehouden. Onder meer de beroemde ontmoeting met Adolf Hitler in München staat daarin beschreven. Volgens Blair is Chamberlain ten onrechte de geschiedenis ingegaan de man die zich liet inpakken door Hitlers charme. Chamberlain was er blijkens zijn dagboeken ervan overtuigd dat hij te maken had met een gek, maar hij wilde tactisch opereren in plaats van provoceren. De centrale vraag was: kon Hitler tevreden gehouden worden? Tony Blair vroeg zich af of Winston Churchill dezelfde vraag had gesteld, mogelijk aan dezelfde tafel in Chequers, en tot een andere conclusie was gekomen. Tony Blair deed ronddwalend in Chequers inspiratie op door de historische memorabilia en de portretten van zijn voorgangers in The Long Gallery. Vervolgens ging Blair, zittend in de studeerkamer met uitzicht op de rozentuin, speeches schrijven. Blair kwam vrijwel ieder weekend naar Chequers. Op donderdag was het kabinetsvergadering in Downing Street en andere politieke ontmoetingen. Op vrijdag ging Blair naar Chequers om te ontspannen en te reflecteren, twee dingen die gemakkelijk samenvielen. Ontvangsten hield Blair beperkt op Chequers. Hij ontving alleen buitenlandse regeringsleiders als het noodzakelijk was of als geheimhoudingsvoorschriften hem daartoe dwongen. Ook de zomervakanties werden doorgaans met zijn gezin op Chequers doorgebracht: vrijetijdskleding aan, wat staatspapieren afhandelen, gitaar spelen en door het bos hardlopen. Chequers was voor Blair de plaats waar hij in stilte zijn politieke wonden kon likken. Volgens Tony Blair zou het bestaan van een Prime Minister heel anders, veel slechter, zijn zonder Chequers.
Gordon Brown nam de moeite om de buren uit te nodigen op Chequers. Het was een idee van zijn echtgenote Sarah. Het echtpaar verbleef ten minste een paar dagen per jaar op Chequers, het landhuis is publiek bezit en bewoners van Buckinghamshire behoorden daarom wel de kans te krijgen eens binnen te kunnen komen kijken op een open dag. Gordon Brown deed persoonlijk de rondleidingen en gaf uitleg bij alle historische memorabilia. In zijn eerste jaar als Prime Minister, na jarenlang te hebben samengewerkt met Tony Blair in de hoedanigheid van Chancellor of the Exchequer, verschoof Brown zijn vakantie van Zuidwest Engeland naar Chequers zodat hij snel in Londen kon reizen in geval van een politieke crisis. Ter voorbereiding van zijn eerste partijcongres als partijleider riep hij ook de gehele ministersploeg samen op Chequers. Gordon Brown ontving in zijn eerste jaar zowel de Duitse bondskanselier Angela Merkel als de Franse president Nicolas Sarkozy op Chequers. Na een schandaal over politici die misbruik maakten van onkostenvergoedingen (2009) vond Gordon Brown het niet meer gepast om gebruik te maken van Chequers.
In juli 2018 was Chequers opnieuw de locatie voor belangrijke besprekingen ten aanzien van het Britse lidmaatschap van de Europese Unie (EU). Na een referendum had de meerderheid van de Britse bevolking voor het verlaten van de Europese Unie, maar Prime Minister Theresa May en haar naaste adviseurs hadden de handen vol om met een voorstel te komen in de richting van de onderhandelaars aan de continentale zijde. Tegelijkertijd was May's kabinet, waarin zowel oorspronkelijk "Remainers" (May zelf) als "Brexiteers" zitting hadden, intern diep verdeeld over de kwestie. Nog voor het overleg plaatsvond was er daarom factievorming en overleg tussen individuele ministers buiten de officiële kabinetsvergaderingen om. Tegelijkertijd bezocht May in Den Haag Mark Rutte, die zij zag als haar belangrijkste bondgenoot binnen de EU, en Angela Merkel, de Duitse bondskanselier in Berlijn. Deze continentale bezoeken werden de focus van Eurosceptische furie: buitenlandse regeringsleiders waren al op de hoogte van May's plannen vóórdat zij het wisten. Alle Britse ministers arriveerden op vrijdag 6 juli 2018, om 10.00 uur 's ochtends voor de koffie. Ze mochten geen adviseurs meenemen en moesten allemaal hun mobiele telefoons inleveren - er mocht beslist niet gelekt worden naar de pers over de besprekingen voordat zij afgerond waren. De bijeenkomst, die twee dagen in beslag zou nemen, leverde een officieel overheidsdocument (een White Paper) welke werd ingediend bij de onderhandelaars aan de EU-zijde. De Chequers-besprekingen leidden onmiddellijk tot het ontslag van twee belangrijke ministers, belast met de uitvoering van Brexit-onderhandelingen: David Davis en Boris Johnson, respectievelijk Secretary of State for Exiting the European Union (minister van Vertrek uit de Europese Unie) en Foreign Secretary (minister van Buitenlandse Zaken. In de woorden van Boris Johnson: May's voorstel kwam er op neer dat Groot-Brittannië de Europese Unie wel verliet, maar nog altijd geleid werd door de Europese Unie. Ook Michel Barnier, de onderhandelaar aan de EU-zijde, was stomverbaasd toen hij de White Paper las. Het was in zijn ogen slechts het onderscheid van maken van vier vrijheden en een douane-voorstel dat uitsluitend in het voordeel van de Britten was. De EU-onderhandelaars trokken één lijn: de Europeanen hadden vanaf het begin af aan medegedeeld wat acceptabel was en wat niet. Het was niet acceptabel dat de regels van de Europese Unie veranderd zouden worden zodat het Verenigd Koninkrijk een speciaal "derde land" kon worden. Het was het Verenigd Koninkrijk dat de Europese Unie verliet, niet andersom. Het Chequers-plan was gedoemd te mislukken. In de ogen van Boris Johnson volgde na "Chequers" een jaar waarin duidelijk werd Theresa May niet in staat was Brexit uit te voeren. Johnson maakte zich op om een gooi te doen naar het Conservatieve partijleiderschap. Het was een jaar waarin hij felle stukken schreef voor de The Daily Telegraph en de champagnefles klaarzette om zelf Downing Street (en daarmee Chequers) te gaan betrekken. Dat zou uiteindelijk gebeuren op 24 juli 2029. Vervolgens zou Johnson op 13 december 2019 met een overweldigende meerderheid de parlementsverkiezingen winnen. In eigen ogen had Johnson daarmee politiek mandaat gekregen om Brexit uit te voeren.
Om indruk te maken op zijn vader organiseerde Boris Johnson als Prime Minister in augustus 2019 een verjaardagsfeest voor hem op Chequers. De wijn bleek van de supermarkt Tesco te zijn - alle private genuttigde spijzen en dranken dienden door Johnson zelf aangeschaft te worden. Rachel Johnson, de zus van Boris Johnson, zette haar handtekening in het gastenboek, een pagina na Donald Trump. Trump had een hele pagina nodig gehad: 'It was such an HONOR to spend some time in your incredible "HOME"'. Rachel zag veel Hollandse meesters aan de muren hangen en vergaapte zich aan de memorabilia: onder meer een bureau van Napoleon Bonaparte, het dodenmasker van Oliver Cromwell en de ring die koningin Elizabeth I van Engeland droeg toen zij stierf (met de beeltenis van zichzelf en haar moeder Anna Boleyn). Vader Johnson stelde op prijs dat hij zijn 79ste verjaardag binnen Chequers kon vieren. Hij was gelukkig omdat het zijn zoon gelukt was om Prime Minister te worden.